# تری داگن
تری داگن (انگلیسی: Terry Duggan؛ ‏ ۱۵ آوریل ۱۹۳۲ – ۱ مهٔ ۲۰۰۸) کمدین و بازیگر اهل بریتانیا بود.
از فیلم‌ها یا برنامه‌های تلویزیونی که وی در آن نقش داشته‌است می‌توان به پوآرو، چیز زیبا، اراذل و اوباش، اسکیزو، نمایش،  ادیسه فضایی اشاره کرد.